# Западноамериканская сойка
Западноамерика́нская со́йка (лат. Gymnorhinus cyanocephalus) — птица семейства врановых, единственный представитель рода западноамериканских соек (Gymnorhinus).

## Описание
Западноамериканская сойка имеет голубовато-серое оперение, короткий хвост, острый, чёрный клюв и чёрные ноги. Зоб имеет белое оперение. самец и самка окрашены одинаково. У самца клюв несколько длиннее, чем у самки, его оперение на голове более тёмного цвета. Крылья в сравнении с телом относительно длинные.

## Распространение
Область распространения находится в горных лесах на западе Северной Америки. От Орегона и Монтаны вплоть до севера Нижней Калифорнии и Аризоны и на восток вплоть до запада Оклахомы. Часто можно встретить большие группы вблизи сосен, прежде всего в период инкубации.

## Питание
Питается преимущественно семенами сосны однохвойной (Pinus monophylla) и сосны съедобной (Pinus edulis), а также насекомыми, орехами, плодами и ягодами. Он открывает своим острым клювом шишки сосен и расклёвывает семена. На зиму прячет семена в землю.

## Размножение
Чашеобразное гнездо строит преимущественно на соснах или дубах. В кладке от 2 до 5 яиц. Высиживание продолжается от 16 до 18 дней. Птенцы становятся самостоятельными через 3 недели.